# 二瓶秀雄
二瓶 秀雄（にへい ひでお、1932年9月12日 - 
2001年10月9日）は、日本の俳優、声優。福島県いわき市出身。

## 人物
福島県立磐城高等学校、早稲田大学卒業。
1956年、演出劇場に入団。1959年にフリーとなり、1964年の時点では文芸ぷろに所属。その後、ぷろだくしょん森、クレオ、サヴァーグループを経て、再びフリーとなる。
声種はバリトン。
東映演技研修所などで講師の仕事も行っていた。

## 出演作品（俳優）

### テレビドラマ
- NHK劇場「恩讐の彼方に」（1961年、NHK）
- そのことは言えない（1965年、TBS）
- 君の名は（1966年、NTV）
- 銭形平次 （CX / 東映）
  - 第106回「黒い傷あと」（1968年） - 久六
  - 第251回「かどわかし」（1971年） - 音吉
  - 第465回「地獄の使者」（1975年） - 源太
- 大河ドラマ / 竜馬がゆく（1968年、NHK） - 岸辺兵輔
- 戦え! マイティジャック 第4話「とられたものはとりかえせ!!」（1968年、CX / 円谷プロ） - Qのスパイ・有沢
- 特別機動捜査隊 （NET / 東映）
  - 第411話「アバンチュールの女」（1969年) - 田端四郎
  - 第413話「麻薬」（1969年) - 小柴定男
  - 第623話「ある夜の出来ごと」（1973年） - 田代
  - 第740話「汚れた18歳」（1976年） - 村田
- 鬼平犯科帳 ※松本幸四郎版 第1シリーズ 第35話「情炎」(1970年、NET / 東宝) - 政七
- 花王 愛の劇場「智恵子抄」（1970年、TBS）
- 日本怪談劇場 第4話「怪談 宇津谷峠」（1970年、12ch） - こぶ市
- 遠山の金さん捕物帳 （NET / 東映）
  - 第46話「顔のない女」（1971年） - 戸越進太郎
  - 第105話「幽霊を化かした男」（1972年） - 菊次郎
- 天皇の世紀 第8話「急流」（1971年、ABC） - 塚田幸慶
- 鬼平犯科帳 第2シリーズ（1971年、NET / 東宝） ※松本幸四郎版 第6話「おしげ」- 重蔵
- 一心太助 (テレビドラマ)（1971年、CX / 国際放映）
- 緊急指令10-4・10-10 第18話「人喰いナメクジ発生!!」（1972年、NET / 円谷プロ） - 須川浩作
- 人造人間キカイダー 第24話「魔性の女?? モモイロアルマジロ」（1972年、NET / 東映） - 八木医師
- ライオン奥様劇場「朱鷺の墓」（1973年、CX）
- 仮面ライダーシリーズ（MBS / 東映）
  - 仮面ライダーV3 第20話「デストロン四国占領作戦」、第21話「生きていたダブルライダー」（1973年） - 深沢秀雄
  - 仮面ライダーアマゾン 第4話「走れ! 怒りのジャングラー!!」（1974年） - 山村創造教授
- ウルトラマンタロウ 第17話「2大怪獣タロウに迫る!」 - 第19話「ウルトラの母 愛の奇跡!」（1973年、TBS / 円谷プロ） - 小林彰
- 水戸黄門 第4部 第21話「南部鉄瓶由来 - 盛岡-」（1973年、TBS / C.A.L） - 野口武太夫
- スーパーロボット レッドバロン 第21話「レッドバロンを改造せよ」（1973年、NTV / 宣弘社） - 浜田
- 助け人走る 第29話「地獄大搾取」（1974年、ABC / 松竹） - 仙太
- 伝七捕物帳 （NTV）
  - 第32話「娘十八天一坊」（1974年） - 源次
  - 第94話「男ごころに十手が光る」（1975年） - 多田左衛門
  - 第144話「男一匹度胸が御座る」（1977年） - 多助
- ザ・カゲスター（1976年、NET / 東映）
  - 第3話「怪盗紅ヤモリ 追跡作戦!」 - 影夫の上司
  - 第24話「怪人バラキュラーの皆殺し作戦!」 - 大神博士
- 大江戸捜査網 第250話「鈴の音が俺を呼んだ!」（1976年、12ch / 三船プロ） - 茂平
- お耳役秘帳 第19話「呪いのわら人形」（1976年、KTV） - 森村金吾
- 宇宙鉄人キョーダイン 第19話「危い!! 赤い宇宙植物の怪奇」（1976年、MBS / 東映） - マサ子の父
- 太陽にほえろ!（NTV） - 倉田良平
  - 第225話「疑惑」（1976年）
  - 第244話「さらば、スコッチ!」（1977年）
- 江戸の旋風II（1977年、CX / 東宝）
- 大空港 第64話「戦慄のダブルハイジャック 706便危機一発!!」（1979年、CX / 松竹）

### 映画
- 殺人と拳銃（1958年、新東宝） - 荒木刑事
- 殺人魔の接吻（1959年、新東宝） - 沖
- 仮面ライダーシリーズ（東映）
  - 仮面ライダーV3対デストロン怪人（1973年） - 沖田徹夫博士
  - 仮面ライダー 8人ライダーVS銀河王（1980年） - 羅門博士

### オリジナルビデオ
- C.C.ガールズ ファーストラン〜風を抱きしめて（1992年、ポニーキャニオン）

## 出演作品（声優）

### テレビアニメ
- 超電磁マシーン ボルテスV（1977年 - 1978年、剛健太郎博士(ラ・ゴール)）

### 吹き替え
- アイスマン（メイナード〈ジェームズ・トールカン〉）※テレビ版
- アメリカン・ヒーロー
- アリゾナ・トム（エメット・クラーク〈ポール・パーチ〉、スタントン〈ドン・ハガテイ〉、クロード・マイルズ〈マイロン・ヒーレイ〉）
- ER緊急救命室 第2シーズン（ランドール、パーシー）
- 原子力潜水艦シービュー号（チップ・モートン副長）
- 新スタートレック
  - 第3シーズン「疑惑のビーム」（アパガー博士〈マーク・マーゴリス〉）
  - 第4シーズン #83「ファイナル・ミッション 新たなる旅立ち」（ダーゴ艦長〈ニック・テイト〉）
- ザ・タイタニック 運命の航海（船主イスメイ〈ロジャー・リース〉）
- デュエリスト/決闘者（大佐〈エドワード・フォックス〉）
- 南北戦争物語 愛と自由への大地（アンダーソン少佐〈ジェームズ・レブホーン〉）
- ブレードランナー（ホールデン）※TBS版
- マーズ・アタック!（ケイシー将軍〈ポール・ウィンフィールド〉）
- 陽気なネルソン（ジョオ〈ライル・タルボット〉）